# False Smiles
False Smiles - debiutancki album Amy Studt wydany w 2003, wznowiony rok później z nowym singlem All I Wanna Do.

## Lista utworów
1. "Just a Little Girl" - 3:40
2. "Misfit" - 3:28
3. "Under the Thumb - 3:44
4. "All I Wanna Do"* - 3:55
5. "If Only" - 3:48
6. "Beautiful Lie" - 4:26
7. "Ladder in My Tights" - 2:59
8. "Carry Me Away" - 3:54
9. "Happy Now" - 3:49
10. "Gonna Be Fine" - 5:19
11. "Superior Mind" - 3:48
12. "Going out of My Mind" - 3:39
13. "Seconds Away" - 3:53
14. "Testify" - 3:20
15. "Nobody" - 3:43